# Chino teochew
El teochew o chaozhou (潮州话 Diê⁵ziu¹ uê⁷; en pinyin, Cháozhōu huà) es una variedad del chino min nan hablada en Chaozhou (Teochewⓘ) y alrededores, en el este de Guangdong y muy extendida por migrantes chinos de todo el mundo. A veces se le conoce como Chiuchow, su transcripción cantonesa. Está estrechamente relacionado con algunos dialectos de hokkien, ya que comparte algunos cognados y parte de la fonología. Los dos son mutuamente ininteligibles, aunque ciertas palabras son comunes.
El teochew conserva muchas pronunciaciones y vocabulario del  chino antiguo que se han perdido en algunas de las otras variedades modernas del chino. Como tal, el teochew se describe como una de las lenguas chinas más conservadoras. 

## Fonología

### Consonantes
El teochew, como otras variedades min nan, es una de las pocas lenguas siníticas modernas que tiene obstruyentes (oclusivas, fricativas y africadas) sonoras; sin embargo, a diferencia de los chinos wu y xiang, las oclusivas y fricativas sonoras de teochew no evolucionaron a partir de obstruyentes sonoras del chino medio, sino de nasales. Las oclusivas sonoras [b] y [ɡ] y también [l] son prenasalizadas ensordeciéndolas [ᵐ̥b], [ᵑ̊ɡ], [ⁿ̥ɺ], respectivamente. La africada sonora dz, inicial en palabras como 字 (dzi˩), 二 (dzi˧˥), 然 (dziaŋ˥), 若 (dziak˦) pierde su propiedad africada con algunos hablantes más jóvenes en el extranjero y se relaja a [z].
Como otros dialectos y variedades del min nan se caracteriza por la falta de labiodentales, como se ilustra a continuación:
|                          |                    | Bilabial   | Alveolar     | Velar        | Glotal  |
| ------------------------ | ------------------ | ---------- | ------------ | ------------ | ------- |
| Sonoras (sin fricciones) | nasal              | m 毛 b 米  | n 年 l 來/內 | ŋ 雅 g 鵝/牙 |         |
| Sonoras (sin fricciones) | oclusiva o lateral | m 毛 b 米  | n 年 l 來/內 | ŋ 雅 g 鵝/牙 |         |
| Oclusivas sordas         | aspirado           | pʰ 皮      | tʰ 台        | kʰ 可        |         |
| Oclusivas sordas         | sin aspirar        | p 比       | t 都         | k 歌         | ʔ       |
| Africadas sordas         | aspirado           |            | tsʰ 菜/樹    |              |         |
| Africadas sordas         | sin aspirar        |            | ts 書/指/食  |              |         |
| fricativas               | fricativas         |            | s 士/速      |              | h 海/系 |
| fricativas               | fricativas         | (d)z 爾/貳 |              |              | h 海/系 |

### Sílabas
Las sílabas en teochew contienen una consonante inicial, un deslizamiento medial, un núcleo, generalmente en forma de vocal, pero también pueden estar ocupadas por una consonante silábica como [ŋ] y una consonante final. Todos los elementos de la sílaba, excepto el núcleo, son opcionales, lo que significa que una vocal o una consonante silábica por sí solas pueden constituir una sílaba completa.

#### Iniciales
Todas las consonantes, excepto la oclusiva glotal ʔ que se muestra en la tabla de consonantes anterior, pueden actuar como el inicio de una sílaba; sin embargo, la posición de inicio no se ocupa obligatoriamente.

#### Finales
Las finales de Teochew constan como máximo de una medial, un núcleo y una coda. La medial puede ser i o u, el núcleo puede ser un monoftong o diptongo y la coda puede ser una nasal o una oclusiva. Una sílaba debe constar mínimamente de un núcleo vocálico o nasal silábica.
| Nucleus | Nucleus | -Archivo de audio "a" no encontrado- | -Archivo de audio "a" no encontrado- | -Archivo de audio "a" no encontrado- | -e̞- | -e̞- | -o̞- | -o̞- | -ə- | -i- | -u- | -ai- | -ai- | -au- | -oi- | -ou- | -ou- | -ui- | -iu- | ∅- |
| Medial  | Medial  | ∅-                                   | i-                                   | u-                                   | ∅-  | u-  | ∅-  | i-  | ∅-  | ∅-  | ∅-  | ∅-   | u-   | ∅-   | ∅-   | ∅-   | i-   | ∅-   | ∅-   | ∅- |
| ------- | ------- | ------------------------------------ | ------------------------------------ | ------------------------------------ | --- | --- | --- | --- | --- | --- | --- | ---- | ---- | ---- | ---- | ---- | ---- | ---- | ---- | -- |
| Coda    | -∅      | a                                    | ia                                   | ua                                   | e   | ue  | o   | io  | ɨ   | i   | u   | ai   | uai  | au   |      | ou   | iou  | ui   | iu   |    |
| Coda    | -◌̃      | ã                                    | ĩã                                   | ũã                                   | ẽ   | ũẽ  |     | ĩõ  | ɨ̃   | ĩ   |     | ãĩ   | ũãĩ  | ãũ   | õĩ   | õũ   |      | ũĩ   | ĩũ   |    |
| Coda    | -ʔ      | aʔ                                   | iaʔ                                  | uaʔ                                  | eʔ  | ueʔ | oʔ  | ioʔ |     | iʔ  |     |      |      | auʔ  | oiʔ  |      |      |      |      |    |
| Coda    | -m      | am                                   | iam                                  | uam                                  |     |     |     |     |     | im  |     |      |      |      |      |      |      |      |      | m̩  |
| Coda    | -ŋ      | aŋ                                   | iaŋ                                  | uaŋ                                  | eŋ  |     | oŋ  | ioŋ | əŋ  | iŋ  | uŋ  | ŋ̩    |      |      |      |      |      |      |      |    |
| Coda    | -p      | ap                                   | iap                                  | uap                                  |     |     |     |     |     | ip  |     |      |      |      |      |      |      |      |      |    |
| Coda    | -k      | ak                                   | iak                                  | uak                                  | ek  |     | ok  | iok | ək  | ik  | uk  |      |      |      |      |      |      |      |      |    |

### Tonos
Teochew, al igual que otras variedades chinas, es una lengua tonal . Al igual que otras variedades de Southern Min, Teochew ha conservado el sistema de tonos del chino medio de seis tonos distintos en sílabas que no terminan en una consonante final y dos tonos en sílabas que sí terminan en una consonante final (los tonos marcados ). Al igual que otras variedades chinas, los tonos están numerados del 1 al 8, siendo el 4 y el 8 los tonos marcados.
| Tono Número | Nombre                 | Contorno  | Descripción     | Sandhi |
| ----------- | ---------------------- | --------- | --------------- | ------ |
| 1           | yin llano (陰平)       | ˧ (3)     | medio           | 1      |
| 2           | yin ascendente (陰上)  | ˥˨ (52)   | descendiente    | 6      |
| 3           | yin saliente (陰去)    | ˨˩˧ (213) | bajo ascendente | 2 or 5 |
| 4           | yin entrante (陰入)    | ˨̚ (2)     | bajo marcado    | 8      |
| 5           | yang llano (陽平)      | ˥ (5)     | alto            | 7      |
| 6           | yang ascendente (陽上) | ˧˥ (35)   | alto ascendente | 7      |
| 7           | yang saliente (陽去)   | ˩ (1)     | bajo            | 7      |
| 8           | yang entrante (陽入)   | ˦̚ (4)     | alto marcado    | 4      |
Dependiendo de la posición de una palabra en una frase, los tonos pueden cambiar y adoptar un complejo sandhi tonal .

## Romanización

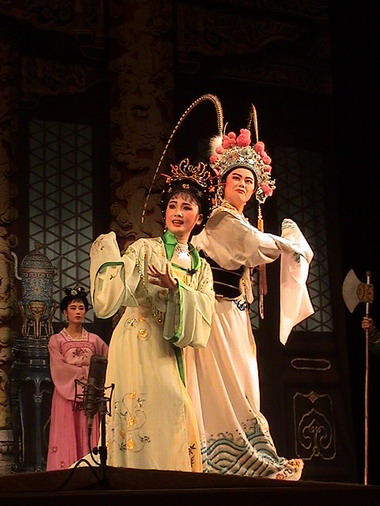
Ópera teochew (潮劇)

El teochew fue romanizado por el Departamento Provincial de Educación de Guangdong en 1960 para ayudar a los estudios lingüísticos y la publicación de diccionarios. Otra romanización para el teochew es la pe̍h-ūe-jī creada por misioneros cristianos.

## Otras lecturas
- Josiah Goddard (1883). A Chinese and English vocabulary: in the Tie-chiu dialect (2 edición). Shanghai: American Presbyterian Mission Press. pp. 237. Consultado el 10 de febrero de 2012. (the New York Public Library) (digitized April 2, 2008)

- Kū-ieh sàn-bú-zṳ́ ē-kńg tshûan-tsṳ e̍k-tsò tiê-chiu pe̍h-ūe. Swatow: printed for the British and Foreign Bible Society at the English Presbyterian Mission Press. 1898. Consultado el 10 de febrero de 2012. (11 Samuel. (Tie-chiu dialect.)) (Harvard University) (digitized December 17, 2007)